# Inzá
Inzá ist eine Gemeinde (municipio) im Departamento Cauca in Kolumbien. Auf dem Gebiet der Gemeinde Inzá befindet sich in der Nähe des Ortes San Andrés de Psimbalá der Archäologische Park Tierradentro, eine UNESCO-Weltkulturerbestätte.

## Geographie
Inzá liegt in der Provincia de Oriente in Cauca in der Region Tierradentro auf einer Höhe von 1800 m ü. NN, 91 km von Popayán entfernt. Die Gemeinde grenzt im Norden an Páez, im Süden an Puracé und an La Plata (Departamento del Huila), im Osten an Páez und im Westen an Totoró und Silvia.

## Bevölkerung
Die Gemeinde Inzá hat 32.582 Einwohner, von denen 2324 im städtischen Teil (cabecera municipal) der Gemeinde leben (Stand: 2019).

## Geschichte
Der Ort Inzá geht auf die Gründung von Sancho García del Espinar 1577 unter dem Namen San Pedro de Guanacas zurück. Später wurde Inzá aber umgesiedelt. Der heutige Ort wurde 1783 von Jerónimo de Inzá gegründet. Die Region wurde 1885 zu einer Gemeinde mit Inzá als Hauptort ernannt. Die Gemeinde in ihrer heutigen Form existiert seit 1907.

## Wirtschaft
Die wichtigsten Wirtschaftszweige von Inzá sind Landwirtschaft und Tierhaltung.